# Pectenobunus
Genre
Synonymes
- Acropiliops Mello-Leitão, 1933

Pectenobunus est un genre d'opilions eupnois de la famille des Sclerosomatidae.

## Distribution
Les espèces de ce genre se rencontrent en Amérique du Sud.

## Liste des espèces
Selon World Catalogue of Opiliones (13/05/2021) :
- Pectenobunus argentinus (Ringuelet, 1959)
- Pectenobunus colliculosus (Roewer, 1925)
- Pectenobunus paraguayensis (Canestrini, 1888)
- Pectenobunus ruricola (Mello-Leitão, 1933)

## Publication originale
- Roewer, 1910 : « Revision der Opiliones Plagiostethi (= Opiliones Palpatores). I. Teil: Familie der Phalangiidae. (Subfamilien: Gagrellini, Liobunini, Leptobunini). » Abhandlungen aus dem Gebiete der Naturwissenschaften, herausgegeben vom Naturwissenschaftlichen Verein in Hamburg, vol. 19, p. 1–294.